# F. Murray Abraham
F. Murray Abraham, geboren als Murray Abraham (Pittsburgh (Pennsylvania), 24 oktober 1939), is een Amerikaanse acteur. Hij is van Italiaans-Syrische origine.
Hij studeerde aan de Universiteit van Texas in Austin. Daarna leerde hij acteren onder Uta Hagen in New York.
Hij heeft sinds begin jaren '70 in ca. 90 films en producties als acteur opgetreden. Een deel
daarvan was in grote producties. Zo won hij in 1984 de Academy Award voor Amadeus waarin hij de rol van de door en door jaloerse - op de meer getalenteerde Wolfgang Amadeus Mozart - Weense hofcomponist Antonio Salieri speelde.

Verder trad hij eveneens op in films als Scarface, The Name of the Rose, The Bonfire of the Vanities, Last Action Hero, Mighty Aphrodite, Star Trek: Insurrection, Finding Forrester en The Grand Budapest Hotel.
Van 2012 tot en met 2018 speelde Abraham de rol van Dar Adal in de serie Homeland. Hiervoor werd hij twee keer genomineerd voor een Emmy Award.